# Ochlenberg
Ochlenberg es una comuna suiza del cantón de Berna, situada en el distrito administrativo de Alta Argovia. Limita al norte con las comunas de Bettenhausen y Thörigen, al este con Bleienbach, Rütschelen y Madiswil, al sureste con Ursenbach, al sur con Oeschenbach y Seeberg, y al oeste con Hermiswil.
Hasta el 31 de diciembre de 2009 situada en el distrito de Wangen.